# غشاء فموي بلعومي

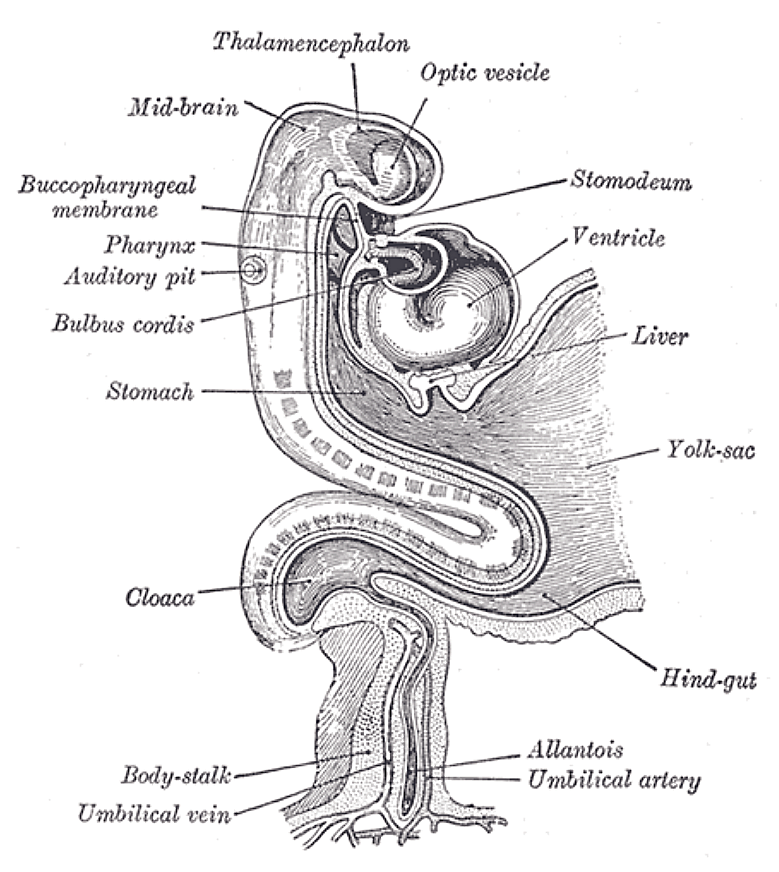
غشاء فموى بلعومي

الغشاء الفموي البلعومي أو الغشاء الفموي الحلقومي هو المنطقة التي تلتقى فيها الكتل الهلالية للأديم الظاهر (الطبقة الخارجية) والأديم الباطن (الطبقة الداخلية) لتشكل غشاءً رقيقًا، وهو الغشاء البلعومي الفموي ، والذي يشكل حاجزًا بين الفم البدائي والبلعوم. أمام المنطقة البلعومية الفموية، حيث تتحد الهلالات الجانبية للأديم المتوسط في الخط الأوسط، يتطور التامور (بالإنجليزية: pericardium)‏ بعد ذلك، وبالتالي تسمى هذه المنطقة بالمنطقة التامورية.
الأغشية البلعومية الفموية تعمل كسطح تنفسي في مجموعة كبيرة ومتنوعة من البرمائيات والزواحف. في هذا النوع من التنفس، تكون الأغشية الموجودة في الفم والحلق نافذة للأكسجين وثاني أكسيد الكربون.
بعض الأنواع التي تظل مغمورة في الماء لفترات طويلة، يمكن أن يكون تبادل الغازات بهذه الطريقة مهمًا.